# Гаврило Білаш
Гаври́ло Оста́пович Білаш (Біляш, Булашка) (? — після 1662) — український військовик доби Гетьманщини. Миргородський (1660—1661), наказний гадяцький (1661—1662) полковник.

## Походження та участь у Хмельниччині
За версією історика В. Заруби, походив із зем'янського шляхетського роду Білашів (Білашівських), що володіли містечком Білоусівкою у Брацлавському воєводстві. Гаврило Білаш згаданий у Реєстрі 1649 року як білоусівський городовий отаман у Красненській сотні Брацлавського полку. На Миргородщину він міг переселитися у 1651 після ліквідації Брацлавського полку за умовами Білоцерківського миру. Аналогічну версію висуває дослідник С. Коваленко.
Історик В. Кривошея ототожнює майбутнього полковника з Гаврилом Біляченком, який зафіксований у Реєстрі 1649 у полковому товаристві Миргородського полку. На думку вченого, Гаврило Білаш-Біляченко за походженням був корінним миргородським козаком.

## Полковництво
1659 належав до групи полкової старшини Миргородського полку, яка підтримала Юрія Хмельницького у боротьбі за булаву. Наприкінці 1659 призначений наказним полковником від Павла Апостола.
У січні 1660 обороняв рубежі полку від набігів кримських татар. 18 та 19 січня написав листи білгородському воєводі Гр. Ромодановському та сумському Умаю Шамордіну, у яких повідомляв про пересування ординців та закликав до пильності:
|   | В тому будьте в пильній обережності, як до війни належить, по-рицарському треба бути готовими, аби нас, сонних, противник у дворах не ставав ... будем тим противникам хреста святого відсіч давати |
| — | |

Обраний повним полковником у грудні 1660 після того, як Павло Апостол потрапив у полон під Чудновом. Зберіг вірність Хмельницькому, відмовившись підтримати наказного гетьмана Якима Сомка. Боровся за вплив у полку з прихильником Сомка Павлом Животовським. У травні 1661 усунутий від полковництва в Миргороді. Деякий час як наказний полковник очолював Гадяцький полк, що у той час формувався. Після 1662 не згадується в історичних джерелах.

## Нащадки
Ймовірні нащадки мешкали у Городиській сотні Миргородського полку, та у Лубенському полку. Григорій Білаш — лубенський полковий канцелярист (1767).